# Frigidocardium thaanumi
Frigidocardium thaanumi is een tweekleppigensoort uit de familie van de Cardiidae. De wetenschappelijke naam van de soort is voor het eerst geldig gepubliceerd in 1921 door Pilsbry.